# جیمی مک‌لارن
جیمی مک‌لارن (انگلیسی: Jimmy MacLaren؛ ۲۶ نوامبر ۱۹۲۱ – ۲۰ ژوئیهٔ ۲۰۰۴) بازیکن فوتبال اهل اسکاتلند بود. وی در پست دروازه‌بان برای باشگاه فوتبال چستر سیتی بازی می‌کرد.
از باشگاه‌هایی که در آن بازی کرده‌است می‌توان به باشگاه فوتبال کارلایل یونایتد اشاره کرد.